# Cerco de Antioquia (968–969)
O Cerco de Antioquia de 968–969 foi uma ofensiva militar bem-sucedida conduzida por importantes comandantes do Império Bizantino de modo a reconquistar a cidade estrategicamente importante de Antioquia do Emirado de Alepo dos hamadânidas.

## História
Após um ano de saque na Síria, o imperador Nicéforo II (r. 963–969) decidiu retornar a Constantinopla para o inverno. Antes de partir, contudo, construiu o Forte de Bagras próximo a Antioquia e instalou Miguel Burtzes como seu comandante, instruindo ele e Pedro a sitiarem Antioquia. Nicéforo explicitamente proibiu Burtzes de tomar Antioquia a força para manter sua integridade. Burtzes, contudo, não queria esperar até o inverno para tomar a cidade. Ele também queria impressionar Nicéforo e ganhar glória e entrou em negociações com os defensores procurando termos à rendição. Nesse ponto, Pedro estava conduzindo um raide no campo circundante com o comandante sírio Aixalx (Ayšalš), onde provavelmente entrou em contato pela primeira vez com Carcuia. Aqui é possível que Burtzes aliou-se com Aulax, o comandante das torres Calas. Supostamente, Aulax, em troca de presentes e prestígio, auxiliou Burtzes, seu comandante Sacário Bracâmio e 300 homens a subirem nas torres Calas durante a noite; ao subirem, foram capazes de tomar uma base nas defesas externas da cidade.
Burtzes, agora no controle das muralhas externas, enviou uma mensagem a Pedro chamando-o a Antioquia para tomar a cidade. Primeiro, Pedro estava hesitante, lembrando as ordens do imperador de não tomar Antioquia a força, mas, como os pedidos de Burtzes eram desesperados e seus homens começaram a perder espaço nas muralhas, ele decidiu retornar a Antioquia e assisti-lo. Pedro aproximou-se dos portões de Calas em 28 de outubro de 969, e ao testemunharem seu ataque, os antioquenos retiraram-se e foram derrotados. Após a captura de Antioquia, Burtzes foi removido de sua posição por Nicéforo devido a sua desobediência, e ele participaria numa conspiração que terminou com o assassinato de Nicéforo, enquanto Pedro moveu-se mais fundo em território sírio, sitiando e tomando Alepo e estabelecendo o controle bizantina sobre o Emirado de Alepo através do Tratado de Safar.